# Альфонсо II (король Астурії)
Альфонсо II Цнотливий (ісп. Alfonso II el Casto; між 760 та 765 —20 березня 842) — король Астурії у 791—842 роках.

## Біографія
Походив з династії Астур-Леон. Син Фруели I, короля Астурії, та Муньї Лопес. Альфонсо виховувала його тітка Адосінда, хоча за іншою версією майбутнього короля було відіслано до монастиря Самос в Галісії. Згодом був мажордомом палацу короля Сіло, чоловіка Адосінди.
Після смерті у 783 році короля Сіло його було обрано королем, але його вуйко Маурегато силою захопив владу, змусивши Альфонсо втекти до Басконії, родичів матері. Тут отримав підтримку у графстві Алава.
Бермудо I повернув Альфонса до двору і зробив його головним військовиком, а після кількох перемог, здобутих молодим королем, зрікся трону на його користь. До весілля Альфонсо вів скромне життя, за що отримав прізвисько Цнотливого. 791 року відбулася його коронація. Він був хоробрим воїном і старанним християнином. Його діяльність була так важлива для Реконкісти, що він вважається справжнім засновником Астурійського королівства.
Він назавжди покінчив з політикою примирення, якої дотримувалися його попередники, і запалив в іспанцях релігійне натхнення. Християнські хроністи свідчать про численні переможні походи Альфонсо II проти арабів. Спочатку зазнав атаки з боку Кордовського емірату на чолі з Абд аль-Карімом, що захопив більшість міст. Альфонсо II змушений був відступити в гірську частину, зазнавши поразки 795 року. Після чого звернувся по допомогу до басків й франків.
Протягом 796, 797 і 798 років вів перемовини з франкським володарем Карлом I Великим. У результаті Альфонсо II здобув визнання останнього, а також дістав військову допомогу. Незабаром як король дістав і підтримку римського папи Лева III.
У 798 році він на чолі астуро-франкського загону захопив Лісабон. Між 801 та 808 роком під тиском знаті вимушений був зректися трону й піти у монастир. Але швидко відновив владу за допомоги графа Теудано.
Відкриття місця поховання апостола Якова в Компостела в 814 році зміцнило претензії Альфонсо II на політичну незалежність від Імперії франків і Риму. 816 року за наказом еміра ал-Хакама I Абд аль-Карім ібн Абд аль-Вахід ібн Мугіт здійснив похід в гірські райони, населені християнами. У битві при Панкорбо на річці Орон (біля сучасного міста Міранда-де-Ебро) він розбив військо короля Астурії.
У 825 році здобув перемоги в битвах при Нароні і Анке. Альфонсо II відняв у маврів усю Галісію, західне Примор'я до гирла Тахо і знову заселив Леон і Кастилію. Після цього переніс столицю з міста Правіа до Ов'єдо, створив тут єпископство, побудував палаци і храми, зокрема Сан-Тірсо. Альфонсо II оточив себе почтом, реорганізував управління королівством. 833 року надав підтримку повсталим на чолі з мавлою Меріди.
Напередодні смерті оголосив своїм спадкоємцем Раміро. Помер у 842 році.